# Сара Хан
Сара Хан (родена на 6 август 1989 г.) е индийски модел и актриса. Тя печели титлата Мис Бопал през 2007 г. Става известна с ролята си на Садна в шоуто на Star Plus „Цветовете на любовта“.
Хан е родена на 6 август в Бопал, Индия. Започва кариерата си като модел. Дебютира в сапунената опера „Цветовете на любовта“, в която участва от 2007 до 2010 г. В периода 2014 - 2015 г. участва в „Ритъмът на мечтите“